# Gázerőmű

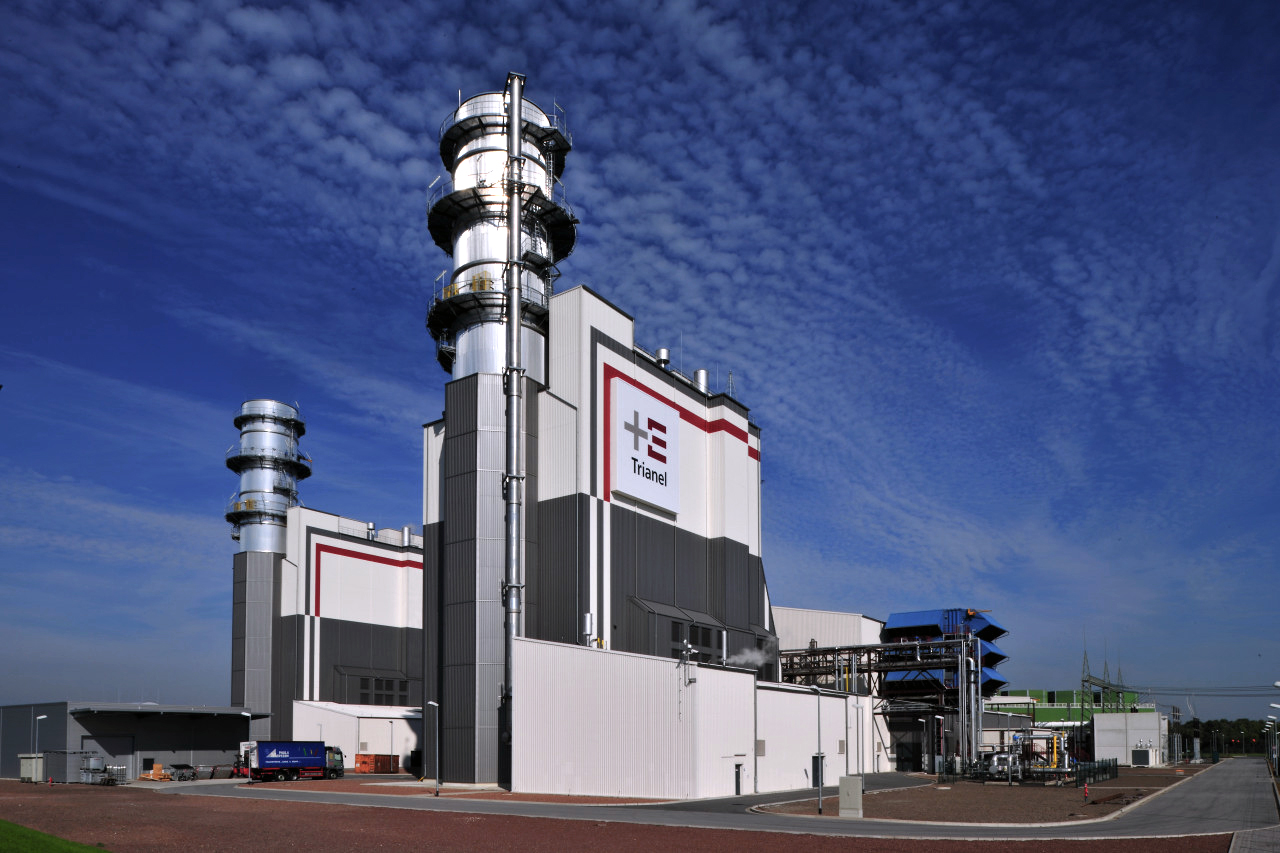
Egy gázerőmű

Gázerőműnek nevezzük azokat a hőerőműveket, melyek egy gáznemű anyag elégetésével a kémiai energiát átalakítják emberek számára is használható energiává, mint például árammá, hőenergiává vagy mechanikus energiává. A gázerőműveket több fajta gázzal is lehet üzemeltetni. Ez általában földgáz, illetve ritkábban biogáz. Éppen ezért az amúgy fosszilis tüzelésű erőműveket lehet a megújuló energiát és a nem megújuló energiát felhasználóak közé sorolni, attól függően, hogy milyen gázzal üzemeltetjük.
Az erőművek előnyei közé tartozik a könnyű és gyors szabályozhatóság, és más fosszilis erőműhöz képest környezetkímélőbb működés, hátrányai közé a továbbra is létező széndioxid-kibocsátás és más fosszilis erőműhöz képest drága üzemeltetés.

## Fajtái

### Gázturbinás erőmű

Egy gázturbinaüzem felépítése (a képen gáz és olaj együttes felhasználásával)

Ennél az erőműfajtánál a gázt közvetlenül elégetik, amivel először mozgási energiát, majd egy hozzákapcsolt generátorral elektromos energiát állítanak elő. Ebben az esetben Gázturbinákat, esetleg Stirling-motort vagy Gázmotort alkalmaznak a működéshez.
Az efféle erőművek hatalmas előnyei közé tartozik a gyors szabályozhatóság. Egy kikapcsolt erőművet akár 15 perc alatt teljes teljesítményre lehet kapcsolni. Ebből az okból a nagy erőműveket leginkább csak az áramtermelés kiegyenlítésére használják, míg a kisebb erőműveket helyik áram vagy hő előállításához helyezik üzembe. 
A felépítésmódot jellemzi még az egyszerű felépítés, nagy teljesítmény és olcsó építhetőség. A nagymértékű automatizáltságnak és magas üzemkészségnek hála nem szükséges az erőművekben állandóan kezelőszemélyzetnek jelen lenni, a távirányítású üzemeltetés lehetséges. 
A gázturbinás gázerőművek hatásfoka körülbelül 30%. Tekintve, hogy a viszonylag sokba kerül a fűtéshez használt földgáz, ezek az érőművek a tényleges áramtermelésben leginkább csak azokban az országokban kapnak szerepet, ahol nagyok a gáztartalékok. A többi országokban az erőműveket csak a jó szabályozhatóság miatt alkalmazzák az áramfogyasztás és áramtermelés közti különbség gyors kiegyenlítésére.

### Gázfűtéses gőzerőmű

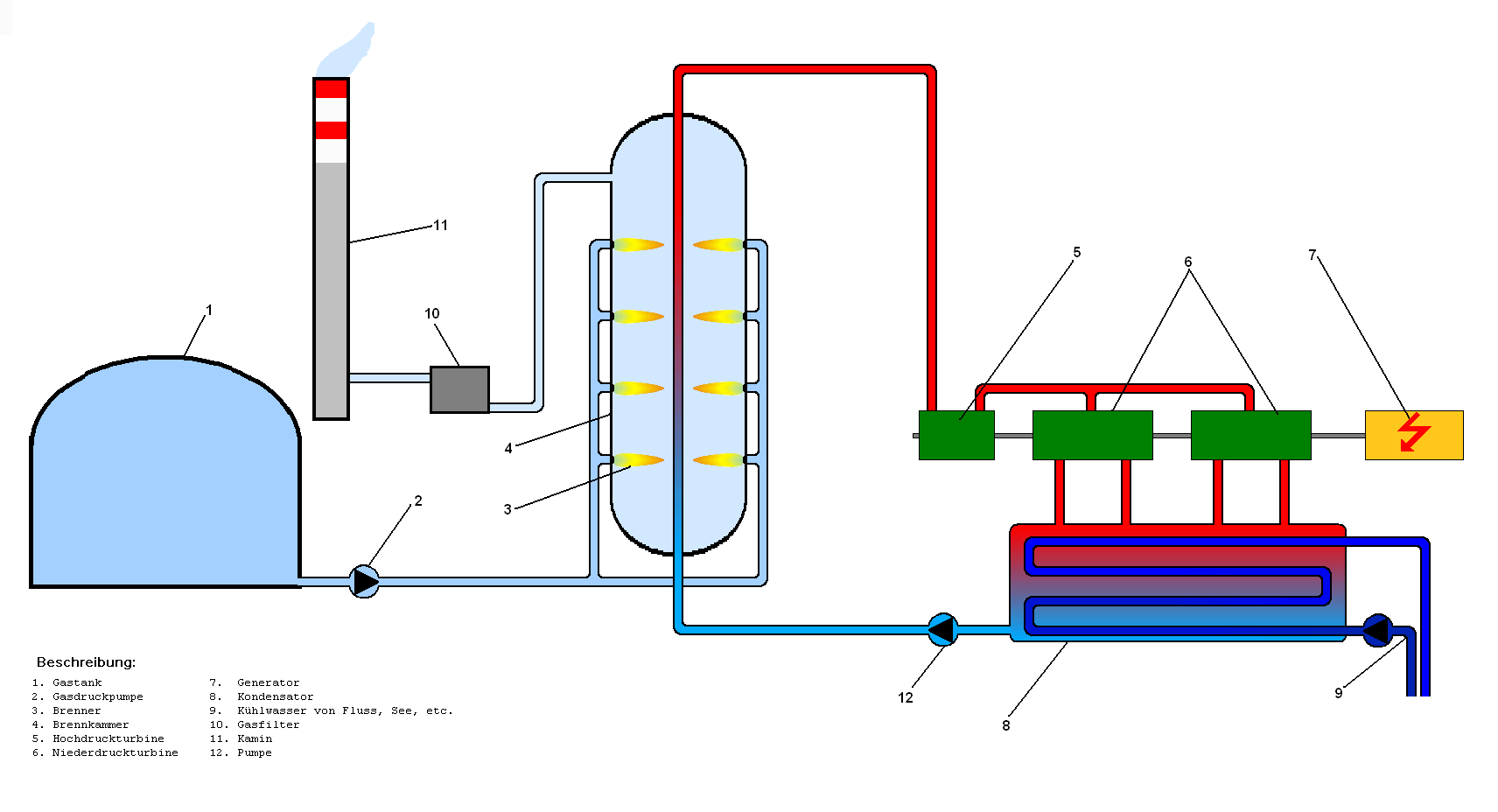
Felépítés jellegrajza

Ez az erőműtípus a többi gőzerőműre hasonlít. Egy kazánban keletkezett gőzt átvezetnek a gőzturbinákon, aminek mozgási energiáját aztán áramfejlesztésre használják. A szilárd fűtőelemeket felhasználó erőművekhez képest a gázfűtéses erőművek felépítése jelentősen egyszerűbb, mivel az égés során nem keletkezik szilárd hulladék, ezeknek a kiszűrése is feleslegessé válik.
Ennek a felépítési módnak is hátránya az alacsony hatásfok. A gázturbinás erőművekhez képest itt azonban még számolni kell a jelentősen drágább építési költségekkel, és a nehezebb szabályozhatósággal (körülbelül 1 óra szükséges a kikapcsolt állapottól a teljes teljesítmény eléréséhez). Az 1980-as években ennek ellenére effajta erőműveket igen nagy számban építettek, melynek oka az akkor még alacsonyabb gázár, és a turbinák kisebb teljesítménye. Az 1990-es évektől kezdve már jóval inkább épültek gázturbinás erőművek ehelyett a típus helyett. A még meglévő erőműveket inkább csak az egyenlőtlen áramtermelés kiegyenlítésére, valamint fűtésre használják.

### Kombinált erőművek

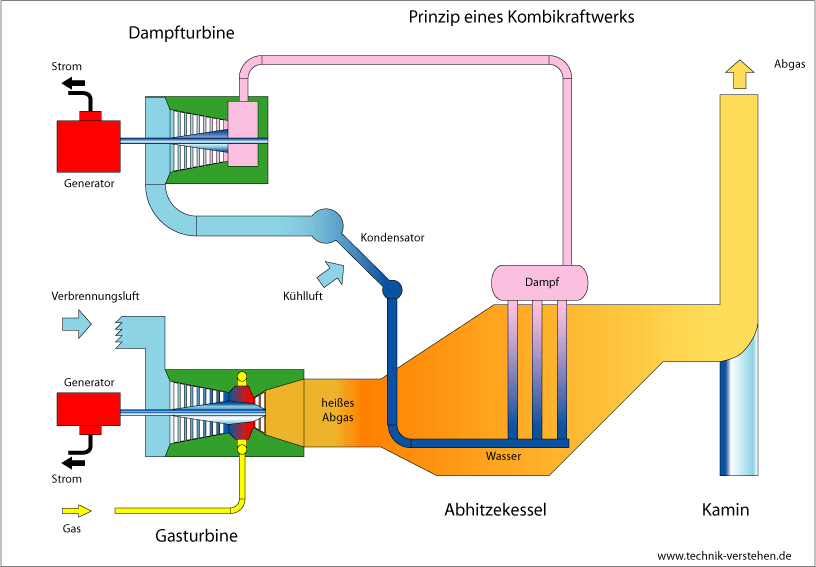
Egy gáz-gőz kombinációból meghajtott erőmű felépítése

Itt egy gázturbina (vagy ritkán gázmotor), illetve egy gőzerőmű keverékéről van szó, ezáltal lehet a két különböző rendszer előnyeit kombinálni, hátrányait meg csökkenteni. Így a rendkívül nagy előnynek számító gyors szabályozhatóság mellé még meg lehet emelni a folyamat hatásfokát, körülbelül 60%-ig. Hátrányként említhető meg azonban a fűtőanyagok magas költsége, amiért ezeket az erőműveket is csak kivételes esetben üzemeltetik hosszabb időn át teljes teljesítményen. 
A kombinált erőműveknél a gáz és gőz aránya szerint két alcsoport állítható fel:
- A gáz és gőz kombinálása az 1990-es évek óta elterjedt. Itt a kazán a gőztermeléshez csak kismértékben van lánggal fűtve, nagyrészt a gáz égetése során használt kiszökött hőt használják gőzfejlesztésre. A gőzmeghajtás így összességében 2/3, a gőzturbina 1/3 teljesítményrészt ad ki a teljes erőműben.
- A gáz-kombiblokkok általában korábban csak gőztermeléshez használt régi erőművek átépítéséből jöttek létre. Ezek egy hagyományos, fűtött kazánból állnak, melyeket egy külön gázturbinával is elláttak a levegő illetve víz előmelegítéséhez. Mind a gázturbina, mind a kazán fűthető gázzal vagy szilárd energiahordozókkal. A pluszba beépített turbina javítja a hatásfokot, azonban a gőzturbinától kisebb teljesítményt lehet összességében elérni.[3][4]

## Előnyök és hátrányok, szerep a megújuló energiatermelésben
A gázerőművek létesítése viszonylag egyszerű, és olcsóbb, mint a szilárd fűtőelemeket használó erőműveké, emellett nagy teljesítményt lehet velük elérni, és a gázerőművek kevésbé terhelik a környezetet, mint például egy szénerőmű. A gáznemű fűtőelemek azonban viszonylag drágák, így az üzemeltetés már nem éri meg annyira áramtermelési célokra, mint más erőműtípusok, fűtés esetén még gazdaságosnak mondhatóak. Az 1990-es években a technikai fejlődésnek hála megnövelt hatásfoknak hála sok országban rohamosan növekedett a gázerőművek száma.
Tekintve, hogy a gázerőművek rendkívül könnyen szabályozhatóak, a teljesítményüket könnyen lehet módosítani, és így nagy szerepet kapnak az áramtermelés és áramfogyasztás közötti különbség kiegyenlítésében. Ez a szerep a szélerőművek és naperőművek egyre nagyobb kiépülésével csak erősödik, hiszen a szél és napsugárzás mint napi ciklusbeli, mint éves ciklusbeli egyenetlensége és az áram rendkívül nehéz tárolhatósága miatt a stabil áramhálózat fenntartása érdekében egyre nagyobb szerepet kapnak a gyorsan ki- és bekapcsolható kiegészítésként működő gázerőművek. Így például a megújuló energiaforrások felhasználásának növelése érdekében a kiegészítő gázerőművek építése is cél. Üzemeltetői oldalról viszont nem éri meg csak néha kiegészítő jellegűként működő erőművek fenntartása, így a jelenlegi európai energiapolitika nem nyújt semmiféle csábítást gázerőművek építésére.
Attól függetlenül, hogy földgázt, vagy megújuló forrásból származó metánt használunk fel, ennek a gáznak az elégetése növeli az üvegházhatást. Ezen kívül a gáz kitermelése/előállítása és szállítása szintén energiaigényes folyamat, ami növeli a környezetre gyakorolt hatást. Pontosnak mondható adatok a földgáz felhasználásából vannak. E szerint a kombinált erőműveknél a CO2 kibocsátása 420-480 g körül mozog 1 kWh energia előállításánál. Gázturbinás erőműveknél ez a szám azonos energiatermelésnél 570-750 g. Ugyan ezek a számok jelentősen jobbak, mint például egy barnakőszénerőműnél, ami 1160 g/kWh széndioxid-kibocsátással rendelkezik, a globális felmelegedés megállítására azonban ez nem elegendő.